# Teléfono fijo

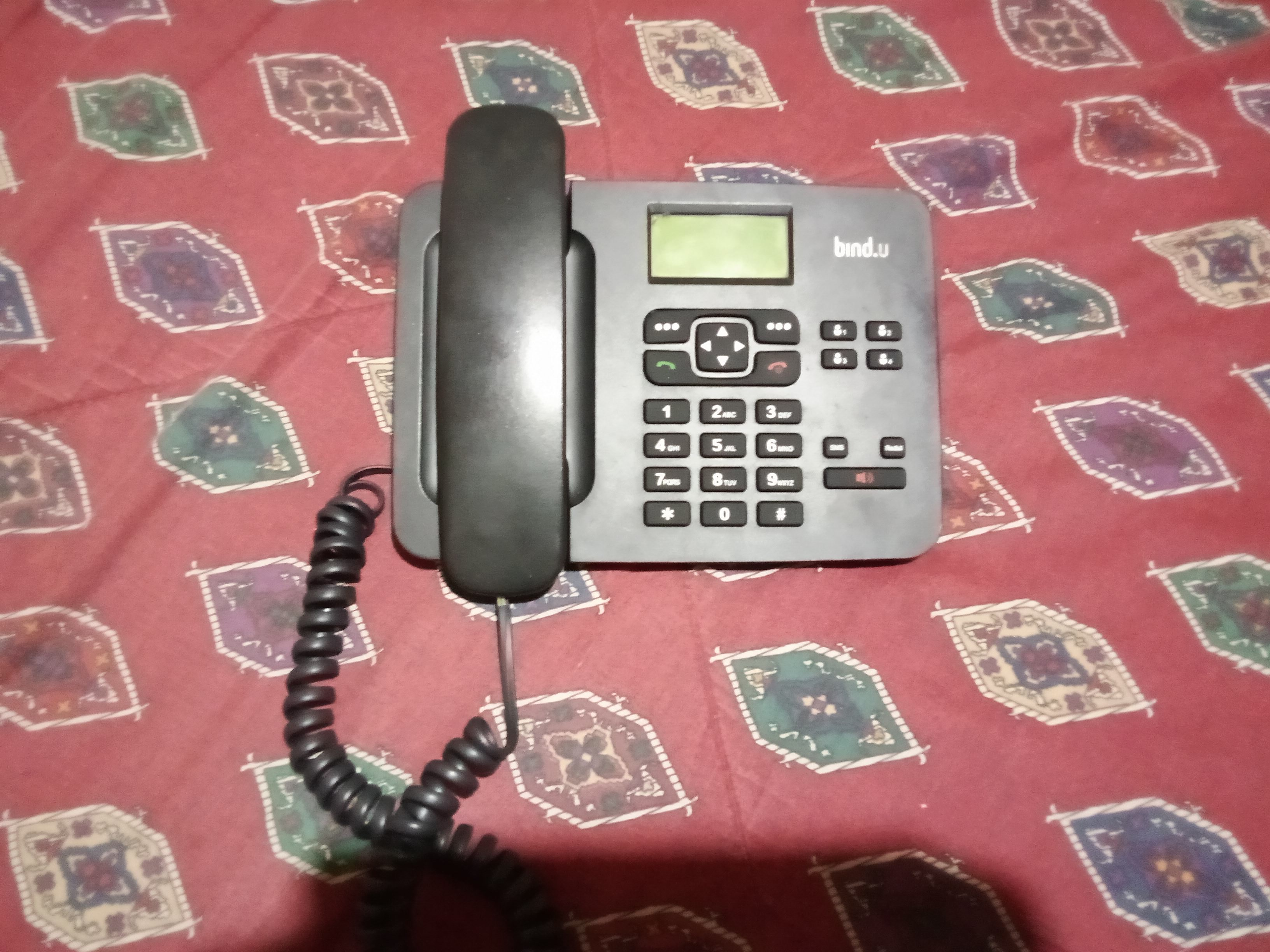
Teléfono fijo.

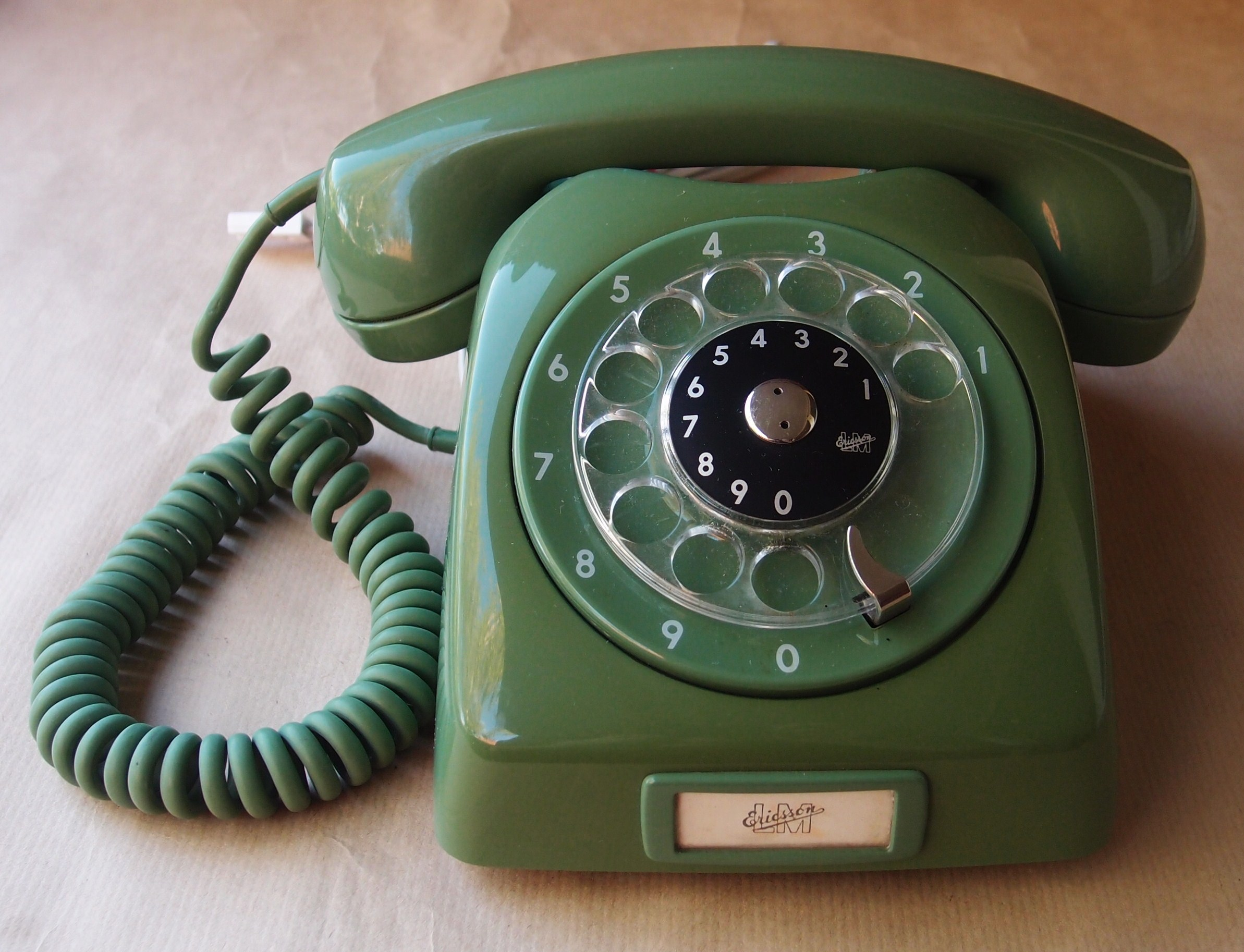
Teléfono de disco.

Un teléfono fijo (también conocido como línea fija, línea principal, teléfono de casa, y línea por cable) se refiere a un teléfono que utiliza una línea telefónica con alambre de metal, cobre o fibra óptica, para la transmisión a diferencia de un móvil de línea celular, que utiliza ondas de radio para la transmisión.
En 2003, la CIA informó que existían aproximadamente 1263 millones de líneas de teléfono en todo el mundo. China tenía más que cualquier otro país (350 millones) y los Estados Unidos fue la segunda con 268 millones. El Reino Unido registraba 23,7 millones de teléfonos fijos residenciales. En 2013 las estadísticas muestran que el número total de abonados de telefonía fija en el mundo se acerca a 1.160 millones. El número de suscriptores de teléfono fijo continua a la baja debido a las mejoras en la tecnología digital y las comodidades que vienen con el cambio a inalámbrico (celular) o basado en alternativas por Internet.

## Teléfono fijo

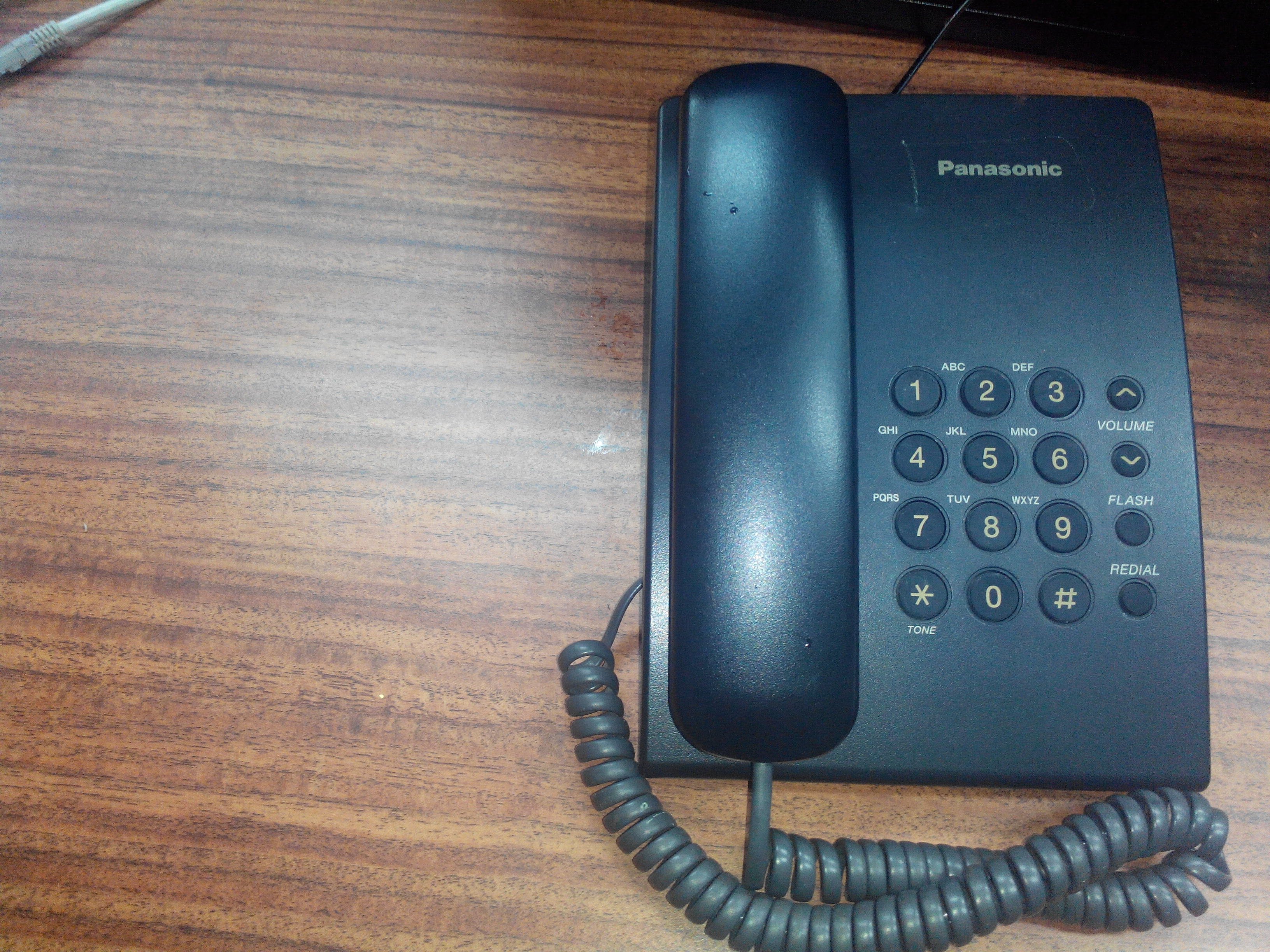
Un teléfono de línea fija en un escritorio

Una línea de teléfono fijo (una línea que no es una línea de teléfono móvil) puede ser cableada o inalámbrica y por lo general se refiere a la operación de dispositivos o sistemas inalámbricos en lugares fijos, como los hogares. Los dispositivos inalámbricos fijos por lo general derivan su energía eléctrica de la utilidad de la red eléctrica, a diferencia del portátil inalámbrico o móvil, que tienden a ser alimentados por una batería eléctrica. Aunque los sistemas móviles y portátiles se pueden utilizar en ubicaciones fijas, la eficiencia y el ancho de banda están en peligro en comparación con los sistemas fijos. Sean móviles o portátiles, los sistemas inalámbricos que funcionan con baterías se pueden utilizar como respaldo de emergencia para los sistemas fijos en caso de un apagón o desastre natural.

## Líneas dedicadas
El término línea fija también se utiliza para describir una conexión entre dos o más puntos que consiste en un cable físico dedicado, en lugar de un enlace privado siempre disponible que realmente se implementa como un circuito en un sistema de conmutación de cable (por lo general la red telefónica conmutada). Las denominadas líneas dedicadas son invariablemente de este último tipo; las implicaciones de una línea fija en este contexto son la seguridad y la supervivencia. Por ejemplo, un cuartel militar podría estar vinculado a unidades de primera línea por "líneas fijas" para asegurar que la comunicación sigue siendo posible incluso si la red telefónica convencional es dañada o destruida. Otro ejemplo de esto es en los aeropuertos. Todas las torres de control de tráfico aéreo tienen líneas dedicadas conectadas a la policía, bomberos, hospitales, ejército, etc. Desplegado como medida de precaución en caso de emergencias, estos pueden ser utilizados en cualquier momento.

### Teléfonos fijos en países en desarrollo
En muchos países la telefonía fija no ha estado fácilmente disponible para la mayoría de la gente. En algunos países de África, el aumento de los teléfonos celulares ha superado cualquier aumento en los teléfonos de línea fija. Entre 1998 y 2008, África ha añadido solo 2,4 millones de líneas fijas. Sin embargo, durante este mismo tiempo el número de líneas de telefonía móvil que se han suscrito se han disparado. Entre 2000 y 2008, el uso del teléfono celular ha aumentado de menos de 2 de cada 100 personas a 33 de cada 100. En los países en desarrollo es más difícil instalar una línea fija de cobre, y es más fácil instalar torres de telefonía móvil para que la gente pueda conectarse desde cualquier lugar. También ha habido disminución sustancial de los teléfonos de línea fija en el subcontinente Indio debido a la emergente industria de telefonía móvil, que junto con las áreas urbanas también ha llegado mejor que el teléfono fijo en zonas rurales.

### El futuro de la línea fija
En los últimos años, la telefonía fija ha visto una disminución importante debido al avance de la tecnología de redes móviles y la obsolescencia de las viejas redes de alambre de cobre. En los próximos años, el uso de estas redes se considerarán totalmente desfasada y se reemplazará con el uso de una banda ancha más eficiente y conexión de fibra óptica que se extienda a las zonas rurales y lugares donde las telecomunicaciones eran mucho más escasas. Algunos ven que esto sucederá por el año 2025.
En 2004, solo el 45% de las personas en los Estados Unidos entre las edades de 12 y 17 poseían teléfonos celulares. Al ser un medio de comunicación en ese momento, tenían que confiar en el uso de teléfonos fijos. En tan solo 4 años, ese porcentaje alcanzó un total de alrededor de 71%. Ese mismo año de 2008, alrededor del 77% de los adultos eran propietarios de un teléfono móvil. En 2013, el 91% de los adultos en Estados Unidos tenían un teléfono móvil. De ese 91%, casi el 60% tiene un teléfono inteligente.
En Canadá, más de uno de cada cinco de los hogares utilizan teléfonos celulares como su única fuente para el servicio telefónico. En 2013, las estadísticas muestran que el 21% de los hogares afirmó utilizar solo teléfonos celulares. Los hogares con miembros menores de 35 años tienen un porcentaje considerablemente mayor de uso exclusivo del teléfono celular. En 2013, el 60% de los jóvenes afirmaron utilizar solo teléfonos celulares.
Muchas de las protecciones a los consumidores que los reguladores aplican a los proveedores de telefonía fija predominantes, tales como restricciones en contra del corte de suscripción sin previo aviso, no se aplican a la competencia de servicios de comunicaciones como cablemódem y voz sobre IP.